# Logische niveaus
Logische niveaus zijn een hypothese vanuit de pseudowetenschappelijke methodiek neurolinguïstisch programmeren (NLP). Hierin wordt beweerd dat er zes logische overtuigingsniveaus zijn waarin mensen leren, veranderen en functioneren. Deze logische niveaus van leren, verandering en denken werden geïntroduceerd in de unified field theory van Robert Dilts die zich baseerde op het werk van de antropoloog Gregory Bateson (1972, 1979).
| Niveau                        | Vragen |
| ----------------------------- | --- |
| zingeving (of spiritualiteit) | Waartoe? Wat is mijn missie?                                                                                    |
| identiteit                    | Wie? Wie ben ik?                                                                                                |
| waarden en overtuigingen      | Waarom? Met welke bedoeling? Wat is belangrijk voor mij? Waar ben ik bereid tijd, geld en energie in te steken? |
| vaardigheden                  | Wat kan ik? Hoe doe ik het?                                                                                     |
| gedrag                        | Wat? Wat doe ik?                                                                                                |
| omgeving                      | Waar? Wanneer?                                                                                                  |

Verondersteld wordt dat veranderingen op een lager niveau kunnen leiden tot een verandering op een hoger niveau. Andersom zouden veranderingen op een hoger niveau altijd leiden tot veranderingen op een lager niveau. Veel mensen hebben de vaardigheden om naar een podium te lopen, de microfoon te pakken en iets over zichzelf te vertellen. Toch vinden velen dat geen prettige opgave, ook al worden ze ertoe uitgenodigd, bijvoorbeeld in een training. Volgens deze theorie zou er iets op een hoger niveau zijn dat hen blokkeert. Een belemmerende overtuiging misschien: Ik heb niets interessants te vertellen.
Wanneer mensen oog in oog met de dood hebben gestaan, zullen ze hun leven opnieuw beschouwen en andere zaken belangrijker vinden. Daardoor zullen ze zich ook bekwamen in andere zaken en zullen ze ander gedrag gaan vertonen. Zoals de roker die stopt nadat hij een hartaanval heeft gehad.
De logische niveaus zijn van nut om verandering te begrijpen van een individueel, sociaal of organisatorisch gezichtspunt. Elk niveau is psychologisch meer bevattend en impactvol.
Medeoprichter John Grinder van NLP bekritiseerde het model van Dilts om zijn logische onsamenhangendheid. NLP-trainer Michael Breen is een andere prominente criticus en verklaart dat het nut van het model niet in zijn structuur ligt, maar beter kan worden verklaard als een voorbeeld van ankeren.